# Części świata
Części świata – największe jednostki umownego podziału lądowej powierzchni kuli ziemskiej. Poszczególne części świata obejmują umownie kontynenty (lub części kontynentów) z przyległymi wyspami, zarówno leżącymi na cokołach kontynentalnych (czyli należącymi do kontynentu), jak i poza nimi (nienależącymi do kontynentu).

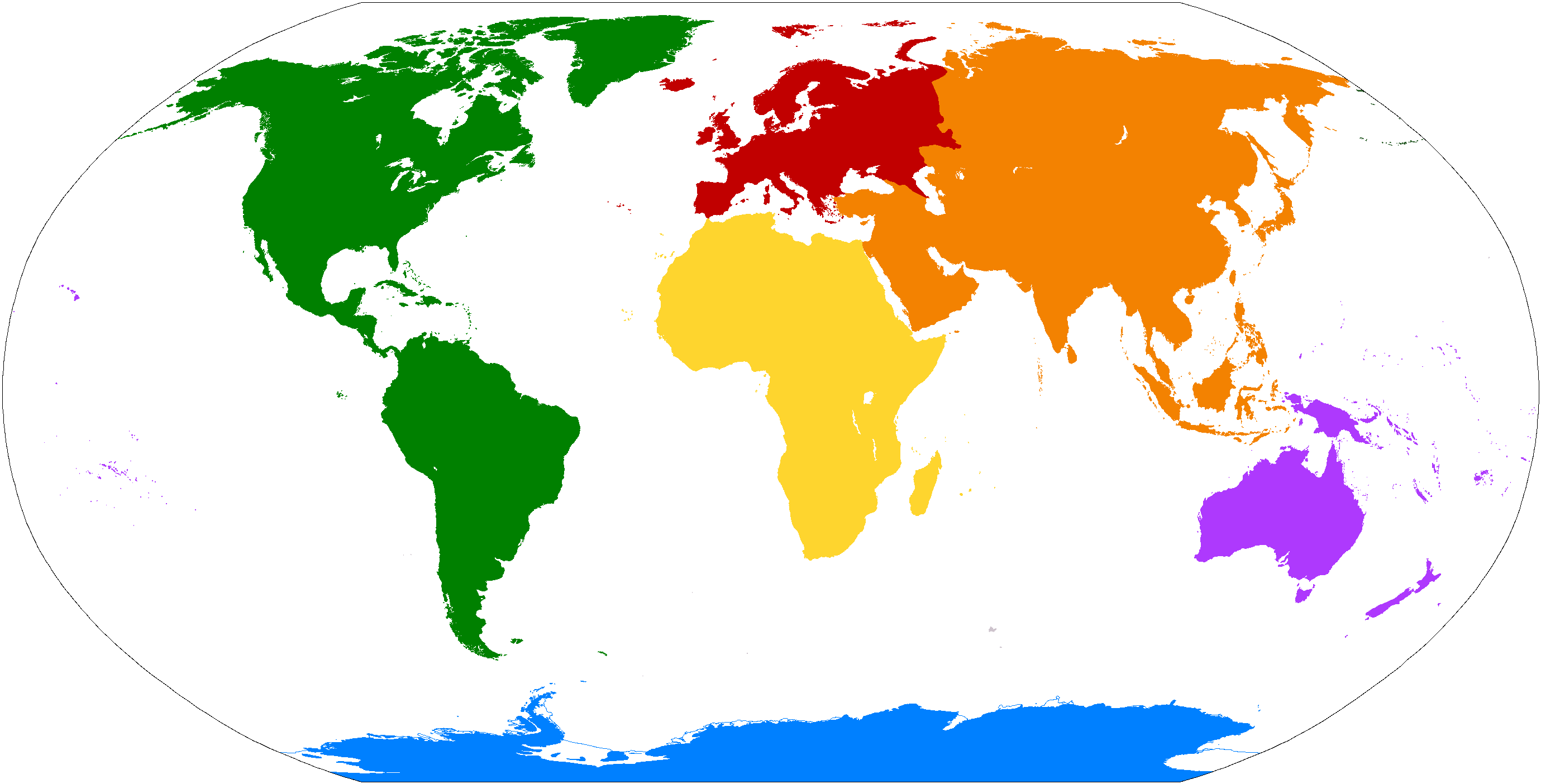
Części świata oznaczone różnymi barwami:
Afryka – żółtą;
Ameryka – zieloną;
Antarktyda – niebieską;
Australia i Oceania – fioletową;
Azja – pomarańczową;
Europa – czerwoną.

Według najpopularniejszego podziału wyróżnia się sześć części świata:
- Afryka
- Ameryka (obejmuje dwa kontynenty: Ameryka Południowa i Ameryka Północna)
- Antarktyda
- Australia i Oceania
- Azja
- Europa.

Pojęcie część świata nie jest tożsame z pojęciem kontynent:
- "Kontynent" jest zdefiniowany na gruncie geografii fizycznej, geologii i geotektoniki, "część świata" na gruncie geografii regionalnej.
- Europa i Azja to dwie części świata, choć stanowią jeden kontynent – Eurazję.
- Australia z Oceanią są jedną częścią świata, lecz kontynentem jest tylko Australia.
- Ameryka najczęściej uważana jest za jedną część świata obejmującą dwa kontynenty: Amerykę Południową i Amerykę Północną[1] (choć niekiedy Amerykę Południową i Amerykę Północną traktuje się jako dwie części świata[2]).
- Do kontynentu należą wyłącznie wyspy leżące na cokole kontynentalnym, do części świata także te leżące poza nim (przynależność umowna).